# Naïm Sliti
Naïm Sliti, né le 27 juillet 1992 à Marseille (France), est un footballeur international tunisien évoluant actuellement au poste d'ailier gauche à Al-Shamal SC.

## Biographie

### CS Sedan Ardennes
Natif de Marseille, il joue dans les équipes de jeunes de l'Aubagne FC et de l'Olympique de Marseille, avant d'intégrer le centre de formation du CS Sedan Ardennes à l'âge de quatorze ans.

### Paris FC
Après deux saisons en Ligue 2, son club formateur dépose le bilan,. Il signe alors en août au Paris FC, évoluant en National, pour la saison 2013-2014. Malgré le plus gros salaire du club, il ne joue que quatre matchs, faute à « un concours de circonstances » selon son entraîneur Christophe Taine.

### Red Star FC
Contacté par Steve Marlet, il rejoint alors l'autre club francilien de la division, le Red Star FC. Après une première saison ponctuée par la première place au classement, il retrouve la deuxième division, qu'il avait connu avec Sedan, et signe un nouveau contrat de trois saisons. En janvier 2016, il est un temps annoncé partant pour le Stade de Reims,, mais reste finalement au club,.

### Lille
Il signe au LOSC lors du mercato estival 2016, sous la forme d'un prêt avec option d'achat obligatoire de deux millions d'euros, un contrat qui prendra cours jusqu'en juin 2020.
Il marque son premier but en Ligue 1 le 29 novembre 2016 lors d'un match qui oppose le LOSC au SM Caen, une rencontre remportée (4-2) au cours de laquelle il signe également deux passes décisives.

### Explosion au DFCO
N'entrant pas dans les plans du nouvel entraîneur lillois, Marcelo Bielsa, il est prêté le 25 juillet 2017 au Dijon FCO pour une saison avec option d'achat. Le 1er juillet 2018, il s'engage d'une façon définitive avec Dijon.
Le 2 juin 2019, il inscrit un doublé face au RC Lens dans le cadre des barrages et assure ainsi à son équipe une place en Ligue 1 pour la saison suivante.
Au Dijon FCO, il dispute un total de 75 rencontres toutes compétitions confondues, durant lesquelles il inscrit 17 buts et délivre onze passes décisives.

### Arabie saoudite
Le 11 août 2019, il signe à l'Al-Ettifaq FC.

### Équipe nationale
Ses prestations lui permettent d'être nommé en mars 2016 dans la présélection de Henryk Kasperczak en équipe de Tunisie. Le 18 mai 2016, il est retenu pour participer à un premier stage composé de joueurs expatriés, qui a lieu le 19 mai, afin de préparer la cinquième journée des éliminatoires de la CAN 2017, qui se déroule le 3 juin face à Djibouti. Titulaire pour son premier match, il ouvre d'abord le score avant d'être passeur décisif pour Hamdi Harbaoui sur le deuxième but. La rencontre se termine sur le score de 3-0. Naturellement, il figure sur la liste des joueurs convoqués pour participer à la coupe d'Afrique des nations 2017.
En 2018, il fait partie de la liste des joueurs retenus pour la coupe du monde 2018 en Russie. L'année suivante, il est à nouveau convoqué pour participer à la coupe d'Afrique des nations 2019. Le 11 juin 2019, il marque un but face à la Croatie en match amical, qui se termine sur le score de 2-1, et permet à la Tunisie d'être la première équipe africaine à battre cet adversaire invaincu à domicile depuis six ans. Deux ans plus tard, il participe à la coupe d'Afrique des nations 2021. Le 14 novembre 2022, il est sélectionné par Jalel Kadri pour participer à la coupe du monde 2022. En décembre 2023, il est retenu dans la liste des 27 joueurs tunisiens sélectionnés par Kadri pour disputer la coupe d'Afrique des nations 2023.

## Statistiques

### En club
| Saison                | Club                            | Championnat           | Championnat | Championnat | Coupe nationale | Coupe nationale | Coupe de la Ligue | Coupe de la Ligue | Tunisie | Tunisie | Total | Total |
| Saison                | Club                            | Division              | M.          | B.          | M.              | B.              | M.                | B.                | M.      | B.      | M.    | B.    |
| 2011-2012             | CS Sedan Ardennes               | Ligue 2               | 28          | 2           | 2               | 0               | 2                 | 0                 | -       | -       | 32    | 2     |
| 2012-2013             | CS Sedan Ardennes               | Ligue 2               | 20          | 1           | 4               | 0               | -                 | -                 | -       | -       | 24    | 1     |
| Sous-total            | Sous-total                      | Sous-total            | 48          | 3           | 6               | 0               | 2                 | 0                 | 0       | 0       | 56    | 3     |
| 2013-2014             | Paris FC                        | National              | 4           | 0           | -               | -               | -                 | -                 | -       | -       | 4     | 0     |
| 2014-2015             | Red Star FC                     | National              | 28          | 8           | 3               | 0               | -                 | -                 | -       | -       | 31    | 8     |
| 2015-2016             | Red Star FC                     | Ligue 2               | 38          | 4           | -               | -               | 1                 | 0                 | 1       | 1       | 40    | 5     |
| 2016-2017             | Red Star FC                     | Ligue 2               | 2           | 0           | -               | -               | -                 | -                 | -       | -       | 2     | 0     |
| Sous-total            | Sous-total                      | Sous-total            | 68          | 12          | 3               | 0               | 1                 | 0                 | 1       | 1       | 73    | 13    |
| 2016-2017             | LOSC Lille (prêt)               | Ligue 1               | 16          | 1           | 1               | 0               | 1                 | 0                 | 11      | 2       | 29    | 3     |
| 2017-2018             | Dijon Football Côte-d'Or (prêt) | Ligue 1               | 31          | 7           | -               | -               | 2                 | 0                 | 10      | 0       | 43    | 7     |
| 2018-2019             | Dijon Football Côte-d'Or        | Ligue 1               | 37          | 5           | 3               | 4               | 2                 | 1                 | 16      | 7       | 58    | 17    |
| Sous-total            | Sous-total                      | Sous-total            | 68          | 12          | 3               | 4               | 4                 | 1                 | 26      | 7       | 101   | 24    |
| 2019-2020             | Ettifaq FC                      | Saudi Pro League      | 19          | 2           | 3               | 2               | -                 | -                 | 3       | 1       | 25    | 5     |
| 2020-2021             | Ettifaq FC                      | Saudi Pro League      | 28          | 9           | 1               | 0               | -                 | -                 | 8       | 1       | 37    | 10    |
| 2021-2022             | Ettifaq FC                      | Saudi Pro League      | 22          | 9           | 1               | 0               | -                 | -                 | 18      | 1       | 41    | 10    |
| 2022-2023             | Ettifaq FC                      | Saudi Pro League      | 11          | 1           | 1               | 0               | -                 | -                 | 4       | 1       | 16    | 2     |
| Sous-total            | Sous-total                      | Sous-total            | 80          | 21          | 6               | 2               | 0                 | 0                 | 33      | 4       | 119   | 27    |
| 2023-2024             | Al-Ahli SC                      | QSL                   | 16          | 10          | 4               | 2               | -                 | -                 | 6       | 0       | 26    | 12    |
| 2024-2025             | Al-Shamal SC                    | QSL                   | 15          | 3           | 2               | 2               | -                 | -                 | 2       | 0       | 19    | 5     |
| Total sur la carrière | Total sur la carrière           | Total sur la carrière | 315         | 62          | 25              | 10              | 8                 | 1                 | 79      | 14      | 427   | 87    |

### Buts internationaux
| no | Date              | Sélection | Lieu                                                     | Adversaire         | Évolution du score | Résultat | Compétition             |
| -- | ----------------- | --------- | -------------------------------------------------------- | ------------------ | ------------------ | -------- | ----------------------- |
| 1  | 3 juin 2016       | 1         | Stade El Hadj-Hassan-Gouled-Aptidon, Djibouti, Djibouti  | Djibouti           | 0-1                | 0-3      | Qualifications CAN 2017 |
| 2  | 19 janvier 2017   | 7         | Stade de Franceville, Franceville, Gabon                 | Algérie            | 0-2                | 1-2      | CAN 2017                |
| 3  | 23 janvier 2017   | 8         | Stade d'Angondjé, Libreville, Gabon                      | Zimbabwe           | 0-1                | 2-4      | CAN 2017                |
| 4  | 9 septembre 2018  | 23        | Mavuso Sports Centre (en), Manzini, Swaziland            | Eswatini           | 0-2                | 0-2      | Qualifications CAN 2019 |
| 5  | 16 novembre 2018  | 26        | Stade Borg Al Arab, Alexandrie, Égypte                   | Égypte             | 0-1                | 3-2      | Qualifications CAN 2019 |
| 6  | 16 novembre 2018  | 26        | Stade Borg Al Arab, Alexandrie, Égypte                   | Égypte             | 2-2                | 3-2      | Qualifications CAN 2019 |
| 7  | 22 mars 2019      | 28        | Stade olympique de Radès, Radès, Tunisie                 | Eswatini           | 3-0                | 4-0      | Qualifications CAN 2019 |
| 8  | 11 juin 2019      | 30        | Stade Anđelko Herjavec, Varaždin, Croatie                | Croatie            | 1-2                | 1-2      | Match amical            |
| 9  | 17 juin 2019      | 31        | Stade olympique de Radès, Radès, Tunisie                 | Burundi            | 2-1                | 2-1      | Match amical            |
| 10 | 11 juillet 2019   | 36        | Stade de l'Académie militaire du Caire, Le Caire, Égypte | Madagascar         | 0-3                | 0-3      | CAN 2019                |
| 11 | 10 septembre 2019 | 40        | Stade Robert-Diochon, Rouen, France                      | Côte d'Ivoire      | 1-2                | 1-2      | Match amical            |
| 12 | 5 juin 2021       | 47        | Stade olympique de Radès, Radès, Tunisie                 | RD Congo           | 1-0                | 1-0      | Match amical            |
| 13 | 3 juin 2022       | 65        | Stade olympique de Radès, Radès, Tunisie                 | Guinée équatoriale | 1-0                | 4-0      | Qualifications CAN 2023 |
| 14 | 16 novembre 2022  | 69        | Stade Ahmad-ben-Ali, Al Rayyan, Qatar                    | Iran               | 0-1                | 0-2      | Match amical            |

## Palmarès
- Vainqueur du National 2014-2015 avec le Red Star FC[26].
- Nommé aux Trophées UNFP du football 2016, dans la catégorie « Meilleur joueur de Ligue 2 »[27].
- Équipe-type de Ligue 2 2015-2016[28].
- Vainqueur de la Coupe Kirin 2022 et finaliste de la Coupe arabe de la FIFA 2021 avec la Tunisie